# Basilepta dhunchenum
Basilepta dhunchenum là một loài bọ cánh cứng trong họ Chrysomelidae. Loài này được Kimoto & Takizawa miêu tả khoa học năm 1981.